# Khema
Khemā także Khema Theri (bd, VI w.p.n.e.; chiń. chènmó 讖摩 lub kǎimǎ 凱瑪) – uczennica Buddy, jedna z dwóch głównych mniszek sanghi.

## Życiorys
Pochodziła z królewskiego rodu rejonu Magadhy. Była niezwykle piękna i kiedy osiągnęła wiek zamążpójścia, została jedną z głównych żon króla Bimbisary. Sam król stał się już wyznawcą buddyzmu i szczodrze wspierał Buddę i sanghę donacjami.
Khemā, chociaż słyszała o Buddzie, to odmawiała spotkania z nim, obawiając się, że będzie uważał jej urodę za błąd, oraz że będzie jej prawił kazania o próżności i przywiązaniu do luksusu, i wszelkich zmysłowych przyjemości, które bardzo lubiła. Król jednak znalazł sposób, aby wprowadzić ją w nauki Buddy. Wynajął grupę muzykantów, którzy śpiewali jej o pięknie, harmonii i spokoju Bambusowego Lasu. Ponieważ królowa kochała naturę postanowiła odwiedzić to miejsce.
Ubrana po królewsku weszła do klasztoru i dotarła do miejsca, gdzie nauczał Budda Siakjamuni. Siakjamuni dzięki swoim mocom psychicznym stworzył przepiękną kobietę, która stała przy nim i wachlowała go. Khemā była zachwycona pięknem kobiety i pomyślała, że najwyraźniej Budda nie był takim surowym ascetą, za jakiego go miała. Budda zaczął stopniowo zmieniać wyobrażenie kobiety, która starzała się, stała się w końcu pomarszczoną staruszką i wreszcie upadła na ziemię nieżywa. Khemā zrozumiała, że jej ciało także ulegnie takim zmianom i że ostatecznie sama także umrze.
Budda, czytając w jej myślach, powiedział
Khemo, trzymanie tego skupienia elementów,
Chorych, nieczystych, niszczejących,
Sączących się wszędzie i ślimaczących,
Jest pożądane tylko przez głupców.
Khemā była już przekonana, ale Budda wygłosił jeszcze jedno zdanie
Ci zniewoleni przez pożądanie dryfują strumieniem
Jak pająk ślizgający się po utkanej przez siebie sieci.
Po odcięciu tego, mędrzec wędruje
Obojętny na przyjemności, które odrzucił.
Po wysłuchaniu tego Khemā natychmiast osiągnęła stan arhata razem niezwykłą umiejętnością analitycznej wiedzy. Po otrzymaniu zgody małżonka, natychmiast wstąpiła do zakonu.

### Poprzednie wcielenia
Takie szybkie osiągnięcie było możliwe tylko dlatego, że Khemā gromadziła "korzenie zasługi" u wielu poprzednich buddów. Dzięki jej wrodzonemu przyciąganiu do najwyższej prawdy, zawsze rodziła się tam, gdzie żył budda.
Powiedziane jest, że już sto tysięcy eonów temu obcięła swoje piękne włosy, abu móc ofiarować Buddzie Padmuttarze jałmużnę. Za życia Buddy Vipassīna 91 eonów temu, była bhikkhuni (mniszką) i nauczycielem Dhammy (skt Dharmy). Podczas żywotów trzech buddów naszego eonu, poprzedników Siakjamuniego, była świecką uczennicą i osiągnęła szczęście fundując klasztory sandze buddyjskiej.
Khemā zawsze starała się być blisko źródła mądrości. Gdy na świecie nie pojawiał się budda, odradzała się w czasach paccekabuddów (skt. pratyekabuddha) lub w pobliżu bodhisattwy – przyszłego Buddy Siakjamuniego.
W czasie jednego z odrodzeń była żoną bodhisattwy. Kiedy indziej była pasierbicą bodhisattwy. Wielokrotnie była wielką cesarzową, która marzyła o otrzymaniu nauk od bodhisattwów i ostatecznie takie nauki otrzymywała. Gdy była królową, jej mężem był król, przyszły Sariputta.

### Dalsze życie
Zmiana jej nastawienia do zmysłowości jest opisana w Therīgāthā (139–142), gdy nie poddaje się uwodzicielowi, którym, według komentarzy, był sam demon Māra – "Kusiciel", który także próbował zwyciężyć samego Buddę.
W tym samym czasie, gdy Budda wyznaczył Sāriputtę i Moggalānę na jego głównych uczniów w zakonie, tak samo wybrał dwie uczennice. Były nimi Uppalavaṇṇā i Khemā. Obie stały się wzorcem do naśladowania przez wszystkie mniszki.
W Samyutta Nikāya (44:1) opisane jest jej spotkanie z królem Pasenadim z Kosali, który zadał jej cztery słynne pytania dotyczące Tathagaty (zobacz: Milczenie w buddyzmie).
- Czy Tathagata istnieje po śmierci?
- Czy Tathagata nie istnieje po śmierci?
- Czy Tathagata istnieje i nie istnieje po śmierci?
- Czy Tathagata ani istnieje, ani nie istnieje po śmierci?

Aby to uzasadnić, zapytała króla, czy ma on matematyka czy też statystyka, który mógłby obliczyć liczbę ziaren piasku w Gangesie oraz wiader wody w oceanach. Gdy król odparł, że jest to niemożliwe, Khemā powiedziała, że Tathagata jest tak głęboki, niezmierzony i trudny do zgłębienia jak ocean. Króla ta odpowiedź ucieszyła. Gdy potem spotkał się z Buddą, ten udzielił mu takiej samej odpowiedzi.